# 10 iunie
ianuarie • februarie • martie  • aprilie  • mai  • iunie  • iulie  • august  • septembrie  • octombrie  • noiembrie  • decembrie
10 iunie este a 161-a zi a calendarului gregorian și ziua a 162-a în anii bisecți. Mai sunt 204 zile până la sfârșitul anului.

## Evenimente
- 1415: Prima mențiune documentară a funcției de „spătar" în Țara Românească (atribuțiile acestuia erau comanda armatei și prezentarea însemnelor autorității domnești la ceremonii).
- 1912: Mitingul aviatic de la Aspern, Austria, la care Aurel Vlaicu a obținut un mare succes; aflat în competiție cu piloți celebri ai timpului, a obținut premiul I pentru aruncarea unui proiectil la țintă, de la o înalțime de 300 metri și premiul al II-lea, pentru aterizarea la punct fix.
- 1922: În Sala Filarmonicii din Petrograd începe procesul public intentat de bolșevici unor preoți care s-au opus confiscării bunurilor bisericești. Principalul acuzat este mitropolitul Veniamin al Petrogradului, și, alături de el, alte 86 de persoane.
- 1940: Al Doilea Război Mondial: Italia declară război Franței și Marii Britanii.
- 1940: Al Doilea Război Mondial: Canada declară război Italiei.
- 1940: Al Doilea Război Mondial: Norvegia se predă forțelor germane.
- 1944: Al Doilea Război Mondial: Trupele naziste ucid 643 de civili în masacrul de la Oradour-sur-Glane, Franța.
- 1948: Are loc în Grecia căsătoria dintre regele Mihai I și principesa Ana de Burbon-Parma.
- 1967: A încetat Războiul de Șase Zile dintre Israel, Siria, Egipt și Iordania.
- 1973: Programul 1 și Programul 2 a fost rebrand cu noul aspect a fost schimbat.
- 2012: În România au avut loc alegeri locale.

## Nașteri
- 1672: Petru I cel Mare, țarul Rusiei (1682-1725) (d. 1725)
- 1688: James Francis Edward Stuart, fiul regelui detronat Iacob al II-lea al Angliei (Iacob al VII-lea al Scoției) (d. 1766)
- 1706: John Dollond, optician englez, cunoscut pentru inventarea lentilei acromatice (d. 1761)
- 1727: Ernest Frederic al III-lea, Duce de Saxa-Hildburghausen (d. 1780)
- 1819: Gustave Courbet, pictor francez (d. 1877)
- 1853: Ion Pop-Reteganul, folclorist și traducător român (d. 1905)
- 1860: Hariclea Hartulari Darclée, soprană română (d. 1939)
- 1861: Pierre Duhem, fizician francez (d. 1916)
- 1863: Louis Couperus, autor olandez (d. 1923)
- 1877: Petre Cănciulescu, general român de divizie (d. sec. XX)
- 1880: André Derain, pictor francez (d. 1954)
- 1895: Hattie McDaniel, actriță americană (d. 1952)
- 1914: Oktay Rifat, jurist și scriitor turc (d. 1988)
- 1915: Saul Bellow, scriitor american, laureat al Premiul Nobel pentru Literatură (d. 2005)
- 1918: Barry Morse, actor britanic (d. 2008)
- 1903: Poul Høybye, lingvist danez (d. 1986)
- 1921: Prințul Philip, Duce de Edinburgh, soțul reginei Elisabeta a II-a a Regatului Unit (d. 2021)
- 1922: Judy Garland, actriță de film americană (d. 1969)
- 1927: László Kubala, fotbalist ungur-slovac-spaniol (d. 2002)
- 1928: Maurice Sendak, ilustrator și autor american (d. 2012)
- 1931: Dan Constantinescu, compozitor român (d. 1993)
- 1931: João Gilberto, chitarist, cântăreț, compozitor brazilian (d. 2019)
- 1935: Vic Elford, pilot englez de Formula 1 și de raliu (d. 2022)
- 1943: Elena Zagorskaya, cântăreață sovietică și italiană
- 1952: Kage Baker, scriitoare americană de science fiction & fantasy (d. 2010)
- 1952: Șerban Celea, actor român (d. 2020)
- 1953: Mihail Lupoi, om politic român (d. 2012)
- 1955: Gheorghe Firczak, politician român de etnie ruteană
- 1955: Annette Schavan, politician german
- 1959: Carlo Ancelotti, fotbalist și antrenor italian
- 1960: Mircea Anca, actor și regizor român (d. 2015)
- 1961: Rodrigo Chaves Robles, politician și economist costarican, care ocupă funcția de președinte al Costa Rica
- 1962: Vincent Perez, actor, regizor, scenarist, producător de film elvețian
- 1965: Elizabeth Hurley, actriță britanică
- 1967: Pavel Badea, fotbalist român
- 1968: Bill Burr, comedian, actor și podcaster american
- 1969: Cosmin Olăroiu, fotbalist și antrenor român
- 1970: Loredana Groza, cântăreață română
- 1973: Faith Evans, cântăreață și actriță americană
- 1976: Martin Tudor, fotbalist și antrenor român (d. 2020)
- 1982: Prințesa Madeleine a Suediei, al treilea copil al regelui Carl XVI Gustaf al Suediei
- 1987: Valentina Naforniță, soprană de operă din Republica Moldova
- 1988: Jagoš Vuković, fotbalist sârb
- 1989: Alexandra Stan, cântăreață română
- 1992: Francielle da Rocha, handbalistă braziliană
- 1992: Kate Upton, model american

## Decese
- 0323 î.Hr.: Alexandru cel Mare (n. 356 î.Hr.)
- 1437: Ioana de Navara, a doua soție a regelui Henric al IV-lea al Angliei (n. 1370)
- 1580: Luís de Camões, poet portughez (n. 1524)
- 1836: André-Marie Ampère, fizician și matematician francez (n. 1775)
- 1894: Federico de Madrazo y Kuntz, pictor spaniol (n. 1815)
- 1918: Arrigo Boito, compozitor și poet italian (n. 1842)
- 1924: Anna Palm de Rosa, pictoriță suedeză (n. 1859)
- 1931: Traian Băcilă, general român (n. 1867)
- 1949: Sigrid Undset, scriitoare norvegiană, laureată a Premiului Nobel (n. 1882)
- 1967: Spencer Tracy, actor american (n. 1900)
- 1971: Michael Rennie, actor britanic (n. 1909)
- 1983: Geo Barton, actor român de teatru și film (n. 1912)
- 2004: Ray Charles, cântăreț și pianist american (n. 1930)
- 2008: Cinghiz Aitmatov, scriitor kirghiz (n. 1928)
- 2016: Christina Grimmie, cântăreață și pianistă americană (n. 1994)

## Sărbători
- Sf. Mc. Alexandru și Antonia; Sf. Mc. Timotei (Calendar ortodox)
- România: Ziua parașutiștilor
- Portugalia: Ziua națională
- Republica Moldova: Ziua grănicerului